# International Journal of Nanoscience
Pour les articles homonymes, voir IJN.
International Journal of Nanoscience (abrégé en Int. J. Nanosci. ou IJN) est une revue scientifique mensuelle à comité de lecture qui publie des articles dans le domaine des nanotechnologies.
Actuellement, les directeurs de publication sont J. G. Hou, A. T. S. Wee et A. Zakhidov.